# Neobuthus kloppersi
Espèce
Neobuthus kloppersi est une espèce de scorpions de la famille des Buthidae.

## Distribution
Cette espèce est endémique du comté de Marsabit au Kenya. Elle se rencontre vers South Horr.

## Description
Le mâle holotype mesure 18,98 mm et la femelle paratype 25,20 mm.

## Étymologie
Cette espèce est nommée en l'honneur de Johan Kloppers.

## Publication originale
- Kovařík, Lowe, Awale, Elmi & Hurre, 2018 : « Scorpions of the Horn of Africa (Arachnida, Scorpiones). Part XVII.Revision of Neobuthus, with description of seven new species from Ethiopia, Kenya and Somaliland (Buthidae). » Euscorpius, no 271, p. 1-72 (texte intégral).